# Negreşti-Oaş
Negrești-Oaș (rumænsk udtale: [neˌreʃtʲ ˈo̯aʃ]; ungarsk:  avasfelsőfalu) er en by i det nordvestlige Rumænien, i distriktet Satu Mare. Byen administrerer to landsbyer, Luna ( Lunaforrás ) og Tur (Túrvékonya). Navnet  negrești  kommer fra det rumænske ord "Negru", hvilket betyder "sort". Byen er hovedstaden i den etnografiske region Oaș-landet etnografisk region. 
Byen har 14.616 (2021) indbyggere.

## Geografi
Negrești-Oaș ligger i den nordøstlige del af distriktet, på grænsen til Maramureș , nær grænsen til Ukraine. Den ligger i en afstand af 50 km øst for distriktssædet, Satu Mare, og omtrent samme afstand nord for Baia Mare og sydvest for Sighetu Marmației.
Byen gennemkøres af nationalvej DN19, som starter i Oradea, løber gennem Carei, Satu Mare og Negrești-Oaș, krydser derefter Østlige Karpater ved Huta-passet, og ender i Sighetu Marmației.

## Gallery
- Lokale drenge i traditionelle dragter
- Floden Tur i Negrești-Oaș nær dens udspring.